# 大阪产业大学孔子学院

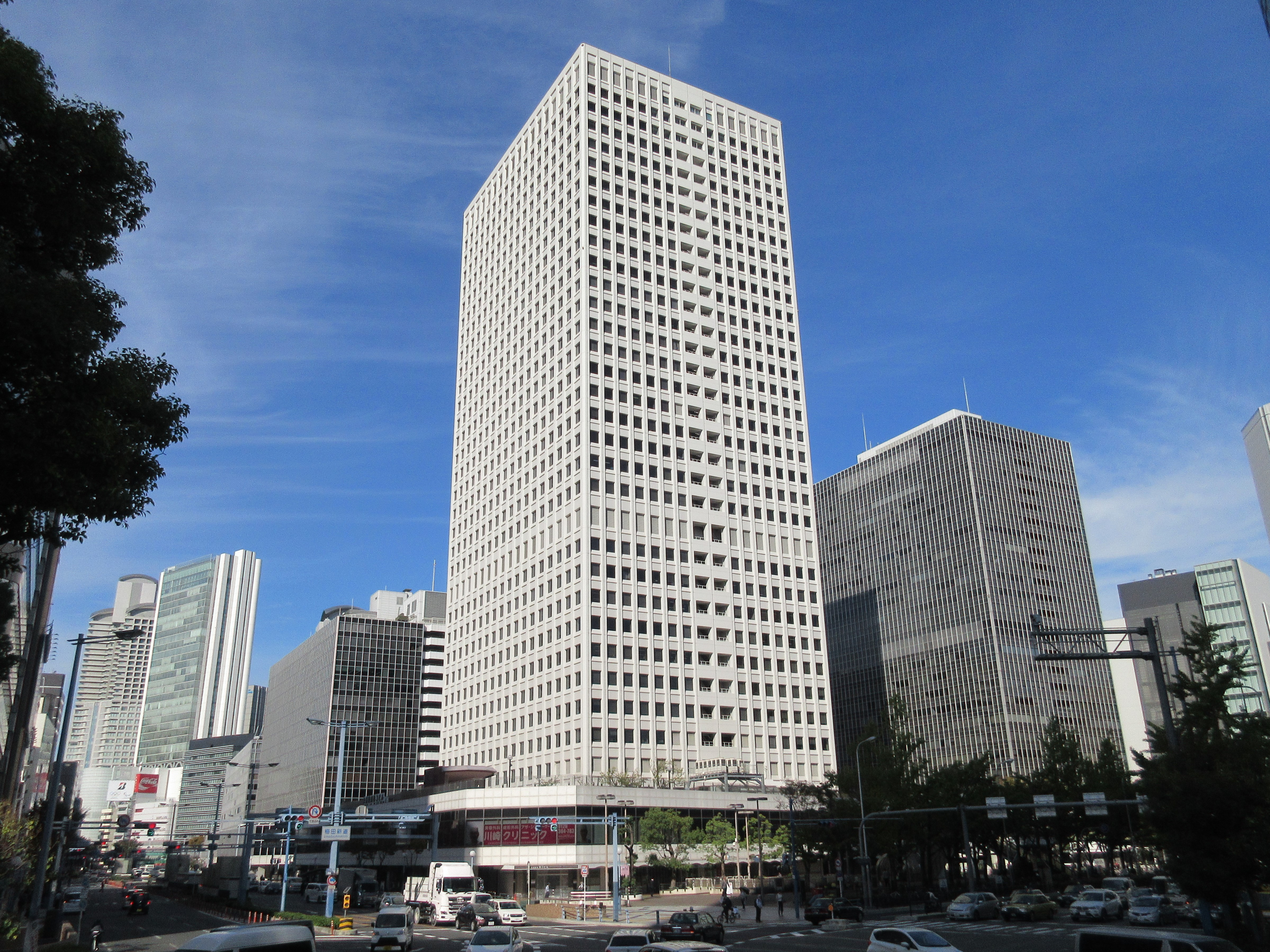
大阪产业大学孔子学院

大阪产业大学孔子学院（日语：大阪産業大学孔子学院）是一座位于日本大阪的孔子学院。

## 历史
2007年8月28日由学校法人大阪产业大学和中国政府签署合作协议，同年11月在大阪产业大学正式建立。中方由上海外国语大学共同经营。
2009年3月由于大阪产业大学经营不善，告知中方将把孔子学院迁至梅田以外。同年5月上海外国语大学王静副校长访日，大阪产业大学对此表达歉意。

## 荣誉
2019年获得国际中文教育大会“先进孔子学院”称号。

## 关系者
- 红粉芳惠 - 日方院长。大阪产业大学国际学部准教授[4]
- 康林 - 中方院长
- 仓桥幸彦 - 院长（初代）。大阪产业大学国际学部教授
- 张黎 - 院长（第2代）。大阪产业大学国际学部教授
- 中井英二 - 事务局负责人

## 关联项目
- 立命馆孔子学院
- 立命馆亚洲太平洋大学孔子学院